# Maria Letizia Bonaparte
Prințesa Maria Letizia Bonaparte (n. 20 noiembrie 1866, Paris, Franța – d. 25 octombrie 1926, Moncalieri, Italia) a fost unul din cei trei copii ai lui Napoléon Joseph Charles Paul Bonaparte și ai Prințesei Maria Clotilde de Savoia. În 1888 s-a căsătorit cu Amadeo, fost rege al Spaniei. Maria Letizia a devenit Ducesă de Aosta, titlu pe care Amadeo l-a deținut înainte și după regalitate.
Căsătoria lor a fost un rol esențial în revigorarea speranței franceze de a repune dinsatia Bonaparte într-o poziție de putere.